# Giorgio Asproni (politico)
Giorgio Asproni (Bitti, 5 giugno 1809 – Roma, 30 aprile 1876) è stato un politico italiano, tra le massime figure della storia moderna sarda, autonomista, federalista e repubblicano.
Fu deputato del parlamento subalpino e della camera del Regno d'Italia per un totale di 9 legislature.

## Biografia
Nacque a Bitti nel 1808, figlio di Giorgio e di Rosalia Demurtas. Laureatosi in Giurisprudenza presso l'Università di Cagliari, abbracciò la vita ecclesiastica per volontà dello zio il canonico Melchiorre Dore. Divenne canonico penitenziere di Nuoro, dove insegnò appunto teologia morale. La vivacità dell'ingegno lo spinse a condurre una vita piena e movimentata, mentre emergevano le sue tendenze democratiche e repubblicane. Si presentò candidato alla I legislatura, ma la sua elezione fu annullata per incompatibilità con la carica di canonico.
Svestito l'abito talare nel 1849 per seguire questa sua passione politica, divenne uomo di punta della rappresentanza sarda del parlamento subalpino e della camera del Regno d'Italia per ben 27 anni, schierato nelle file della sinistra.
Dotato di spiccate doti oratorie, si occupò delle più importanti problematiche della Sardegna del tempo: agricoltura, colonizzazione, infrastrutture ferroviarie e marittime, miniere, circoscrizioni giudiziarie e amministrative, ordine pubblico.
Fu uno dei primi e più convinti sostenitori della concezione dell'autonomia sarda inserita in una prospettiva federalista.
Gli viene attribuito l'opuscolo Progetto di legge pel miglioramento de' Regolari dell'Isola di Sardegna del 1850.
La sua azione di sensibilizzazione della classe politica nazionale sui problemi sardi portò il governo, nel 1868, ad istituire un'inchiesta parlamentare sulle condizioni dell'isola; inchiesta presieduta da Agostino Depretis che peraltro non sortì gli effetti desiderati.
Nel 1859 partecipa in maniera attiva ai moti risorgimentali procurando e fornendo soldi e armi per i volontari. In questo clima fonda a Torino la "Società dei Liberi Comizi", promuovendo la creazione del giornale Lo stendardo Italiano.
Partecipa alla Spedizione dei Mille seguendo i garibaldini a Palermo nell'agosto nel 1860 e in seguito a Napoli. In questo ambiente stringe rapporti con gli esponenti democratici meridionali e inizia la sua collaborazione coi giornali di Napoli più importanti.
È inoltre riconosciuto come uno dei cospiratori che, minacciando il governo, organizzarono un'insurrezione generale nel 1869.
Irriducibile oppositore del Cavour e dei successivi governi di destra, Asproni seguì le grandi questioni di politica nazionale ed estera e acquistò prestigio anche in virtù dei rapporti che lo unirono ai maggiori esponenti democratici del risorgimento italiano: amico di Mazzini, intraprese rapporti con Garibaldi, Carlo Cattaneo, Manin ed altri; dal 1865 ebbe contatti con Bakunin, da cui però rimase poco influenzato.

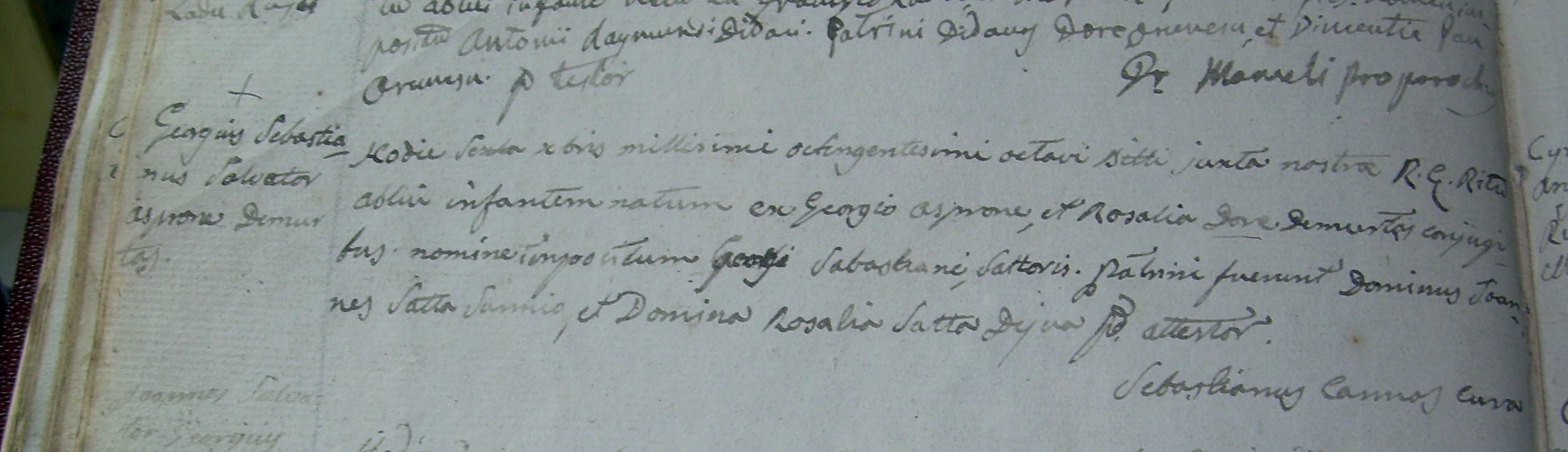
Atto di nascita di Giorgio Asproni dall'archivio parrocchiale di Bitti

Pistole usate nel duello Asproni-Fambri

Negli anni 1863-67 partecipò intensamente al movimento operaio: prese parte al decimo congresso delle "Società Operaie" a Parma; fu anche fautore dell'invio di una delegazione italiana a Londra, dove si era costituita l'Associazione Internazionale dei Lavoratori.
La sua vivacità e curiosità intellettuale e politica lo portarono ad una attiva partecipazione alla massoneria; iniziato il 24 luglio 1867 nella Loggia Universo di  Firenze e più tardi affiliato alla loggia Rigenerazione di Napoli, nel 1869 fu eletto primo Gran sorvegliante e, a partire dal 18 aprile 1872 fu membro del Consiglio dell'Ordine del Grande Oriente d'Italia.
Asproni si scontrò in un duello alla pistola con Fambri a Napoli il 14 settembre 1865, Asproni aveva 57 anni, Fambri 20 di meno, entrambi rimasero illesi. Le pistole sono custodite a Nuoro presso privati.
Collaborò con i maggiori organi di stampa di orientamento democratico nelle città in cui le esigenze dell'attività politica lo indussero a trasferirsi: Cagliari, Genova, Torino, Palermo, Napoli, Firenze, Roma e Milano; fu negli anni 1864-1865 direttore del Popolo d'Italia di Napoli, giornale di ispirazione mazziniana a cui collaborò anche Aurelio Saffi.
La sua attività politica e parlamentare dal 1855 al 1876 è ben documentata, soprattutto in virtù del suo monumentale Diario politico: opera autobiografica in sette volumi, fonte primaria per la storia del periodo risorgimentale italiano e della Sardegna.
Asproni si spense a Roma il 30 aprile 1876. L'epitaffio sulla sua tomba recita:

Busto marmoreo dedicato al Deputato nel "Cimitero del Verano" in Roma

## Archivio
Le carte di Giorgio Asproni sono state donate nel 1995, dall'allora proprietario mons. Giovanni Delogu di Nuoro, alla biblioteca della Pontificia Facoltà Teologica della Sardegna. L'archivio è stato dichiarato di notevole interesse storico il 3 marzo 1982. La maggior parte della documentazione è costituita da lettere (oltre 900) indirizzate all'Asproni, e in minor misura minute di lettere inviate e altri documenti riguardanti la sua carriera ecclesiastica e politica.